# Kirchbach
Kirchbach (szlovénül Cirkno) osztrák mezőváros Karintia Hermagori járásában. 2016 januárjában 2662 lakosa volt.

## Elhelyezkedése

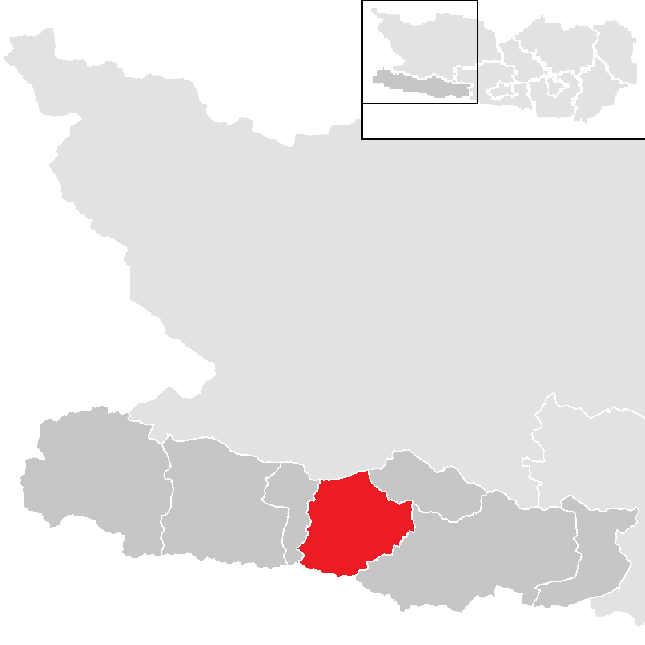
Kirchbach a Hermagori járásban

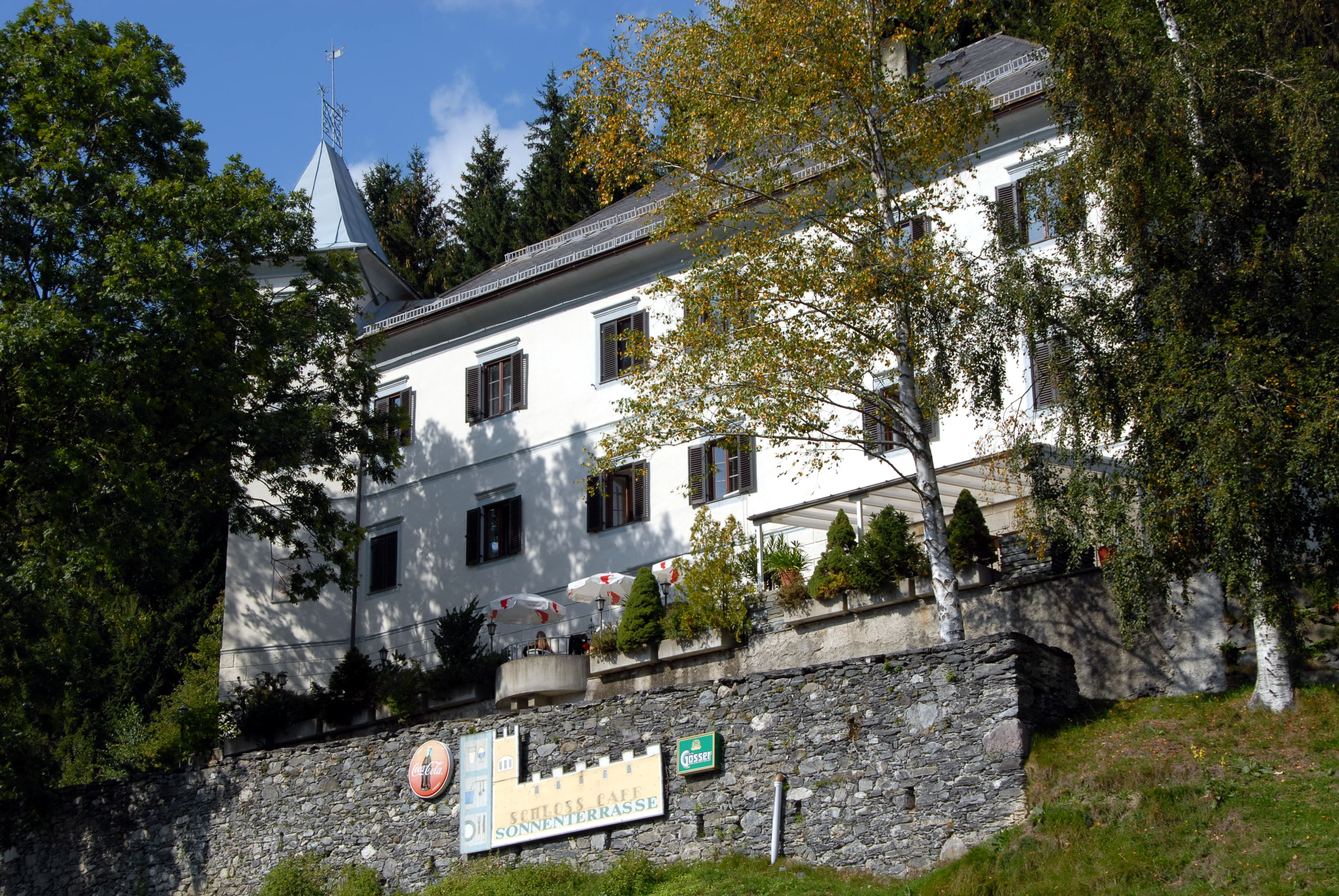
A Thurnhof

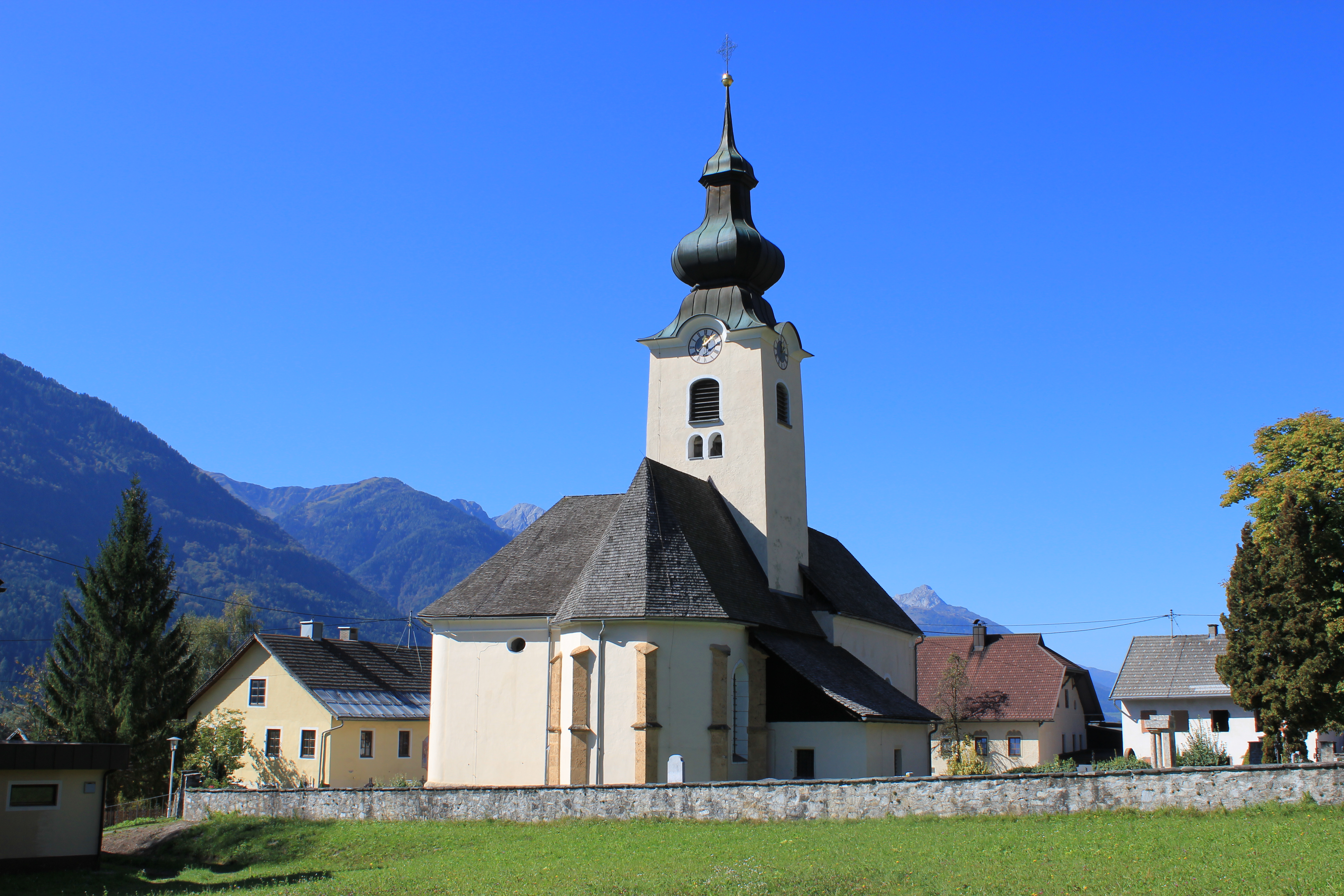
Grafendorf temploma

Kirchbach Karintia délnyugati részen fekszik, közvetlenül az olasz határ mellett, a Gail folyó felső szakaszánál. Északról a Gailtali-Alpok, délről a Karni-Alpok hegyei fogják közre. Az önkormányzat 4 katasztrális községből áll (Grafendorf, Reisach, Kirchbach és Waidegg), amelyek 31 falut és egyéb települést fognak össze. Ezek lakossága 519 (Grafendorf) és 1 (Rinsenegg) között változik.
A környező települések: nyugatra Dellach, északnyugatra Berg im Drautal, északra Greifenburg, északkeletre Gitschtal, keletre Hermagor-Pressegger See, délre Paularo (Olaszország).

## Története
A Gail-völgyben már i.e. 4. században megindult az ércbányászat. I.e. 15 körül a rómaiak a birodalmukhoz csatolták a helyi kelták Noricum királyságát. Ekkoriban a mai Reisach és Gundersheim között fekvő Troi Risa városka a fémkereskedelem fontos állomása volt. A várost állítólag 470-ben a Reißkofel hegy földcsuszamlása elsodorta.
Kirchbach az 1070/1140-ben már létező Szt. Márton-templom köré települt. A Waidegg fölötti kis várat, amelynek mára csak romjai maradtak meg, 1288-ban említik először, mint a Görz-Tirol grófok hűbéreseinek tulajdonát.
Kirchbach (mint Felső-Karintia része) 1525 után az Ortenburgi grófsághoz tartozott és 1848-ig a Porcia hercegek voltak a hűbérurai.
1850-ben az ausztriai települési önkormányzatok létrehozásakor Kirchbach, Reisach és Weidegg (1957 óta Waidegg) önálló községként jöttek létre. 1964-ben Waidegget Rattendorfhoz csatolták. Az 1973-as közigazgatási reform során a két önálló települést és Waidegg katasztrális községet Kirchbach néven összevonták, majd 1997-ben mezővárosi jogosultságot kapott.
Az első világháborúban a Gail-völgy közelében húzódott az osztrák-olasz front, amelynek emlékei a lövészárkok maradványai, katonasírok, emlékművek formájában ma is megtalálhatóak. A háború során a Gail-völgyi vasutat Kirchbachig meghosszabbították, hogy az ágyúkat könnyebben szállíthassák a frontra.

## Lakosság
A kirchbachi önkormányzat területén 2016 januárjában 2662 fő élt, ami visszaesést jelent a 2001-es 2881 lakoshoz képest. Akkor a helybeliek 97,2%-a volt osztrák, 1,2% német állampolgár. 70,6% római katolikusnak, 27,7% evangélikusnak, 0,7% muszlimnak, 0,7% pedig felekezeten kívülinek vallotta magát.

## Látnivalók
- a grafendorfi Szt. Mihály-plébániatemplom
- a kirchbachi Szt. Márton-plébániatemplom
- a stranigi keresztelő Szt. János-templom 1050-ben már létezett. A román épületet a 16. században késő gótikus stílusban átépítették. Főoltára 1670-ből való.
- a 16. században épült háromszintes Thurnhof-kastély. Ma étterem működik benne.

## Fordítás
- Ez a szócikk részben vagy egészben  a   Kirchbach (Kärnten) című német Wikipédia-szócikk ezen változatának fordításán alapul.  Az eredeti cikk szerkesztőit annak laptörténete sorolja fel. Ez a jelzés csupán a megfogalmazás eredetét és a szerzői jogokat jelzi, nem szolgál a cikkben szereplő információk forrásmegjelöléseként.